# Comuna Malîșivka
Malîșivka (în ucraineană Малишівка) este o comună în raionul Zaporijjea, regiunea Zaporijjea, Ucraina, formată din satele Malîșivka (reședința), Petrivske și Ruceaiivka.

## Demografie
Componența lingvistică a comunei Malîșivka
     Ucraineană (75,42%)
     Rusă (24,24%)
     Alte limbi (0,07%)
Conform recensământului din 2001, majoritatea populației comunei Malîșivka era vorbitoare de ucraineană (75,42%), existând în minoritate și vorbitori de rusă (24,24%).